# Caserne Séré-de-Rivières
La caserne Séré-de-Rivières est une caserne construite pendant l’annexion allemande. Elle est située avenue de Blida à Metz.

## Contexte historique
Alors que Metz devient un point stratégique majeur de l’empire allemand, l’état-major allemand poursuit les travaux de fortification entamés sous le Second Empire. De nombreuses casernes sont construites pour abriter la garnison allemande qui oscille entre 15 000  et   20 000 hommes au début de la période, et dépasse 25 000 hommes avant la Première Guerre mondiale. Dans cette pépinière de généraux, se côtoient des Bavarois aux casques à chenille, des Prussiens et des Saxons aux casques à pointe et aux uniformes vert sombre, ou encore des Hessois aux uniformes vert clair. Guillaume II, qui vient régulièrement dans la cité lorraine pour inspecter les travaux d’urbanisme et ceux des forts de Metz n’hésite pas à déclarer : « Metz et son corps d’armée constituent une pierre angulaire dans la puissance militaire de l’Allemagne, destinée à protéger la paix de l’Allemagne, voire de toute l’Europe. »

## Construction et aménagements
La caserne Séré-de-Rivières est construite au nord de Metz. Elle se compose de plusieurs corps de bâtiments agencés autour de vastes cours.

## Affectations successives
Pendant l'annexion allemande, les bâtiments sont destinés à l'hébergement des troupes du XVIe Armeekorps, le 16e corps d'armée de l'armée impériale allemande.
En 1919, la Moselle redevient française et la caserne est rebaptisée "Quartier Thomassin". Les bâtiments servent de lieu de casernement à l’armée française. En 1938, le 2e régiment du génie y a ses quartiers.
La caserne est réoccupée par l’armée allemande de juin 1940 à novembre 1944.
En 1945, l’Armée française réinvestit les lieux. La caserne est rebaptisée "Séré-de-Rivières" en hommage à l’ingénieur Raymond Adolphe Séré de Rivières. Le 2e régiment du génie y reprend ses quartiers, jusqu’à sa dissolution à l'été 2010. Le 3e régiment de hussards appartenant à la Brigade franco-allemande, s’y installe en mai 2011. Elle est également occupée par la 34e antenne médicale.
Une partie du terrain a été cédée à la ville de Metz pour y implanter une centrale à biomasse de l’Usine d'électricité de Metz.